# Josef Prokop (Politiker, 1898)

Josef Prokop

Josef Prokop (* 24. April 1898 in Reichenberg, Böhmen; † 13. Dezember 1945 in Novi Vrbas-Backa, Jugoslawien) war ein österreichischer Politiker (NSDAP) und Grafiker.

## Leben und Wirken
Prokop war der Sohn eines Stereotypeurs. Nach dem Besuch der Staatsoberrealschule in Klagenfurt absolvierte er ein Studium an der Kunstgewerbeschule des österreichischen Museums für Kunst und Industrie, wo er 1929 das Studium mit Diplom abschloss. Im gleichen Jahr wurde ihm der vom Bundesministerium für Handel und Gewerbe gestiftete Staatspreis für seine graphischen Gesamtleistungen verliehen. Ab 1929 unterrichtete er an Klagenfurter Mittelschulen und wurde 1940 zum Oberstudienrat befördert. Er beantragte am 21. Mai 1938 die Aufnahme in die NSDAP und wurde rückwirkend zum 1. Mai desselben Jahres aufgenommen (Mitgliedsnummer 6.177.571).
Nach dem „Anschluss Österreichs“ an das Deutsche Reich leitete er kommissarisch das Gaupersonalamt in Kärnten. Nach Beginn des Zweiten Weltkrieges leistete er vorübergehend Militärdienst. 1940 wurde Prokop zum Oberstudienrat und ab September 1942 zum Direktor der Meisterschule des Deutschen Handwerks in Klagenfurt ernannt. Ab Ende Januar 1942 wurde er zum Oberbereichsleiter der NSDAP ernannt und Hauptstellenleiter der Abteilung „Führernachwuchs“ bei der Kärntner Gauleitung. Als Mitglied der SS (SS-Nummer 307.772) erreichte er 1941 den Rang eines Hauptsturmführers.
Am 18. Juni 1941 trat Prokop im Nachrückverfahren für den verstorbenen Abgeordneten Ferdinand Kernmaier als Abgeordneter in den nationalsozialistischen Reichstag ein, in dem er bis zum Ende der NS-Herrschaft im Frühjahr 1945 das Land Österreich vertrat. Nach Kriegsende starb er in jugoslawischer Kriegsgefangenschaft.